# Вулиця Квітнева (Іллінці)
Ву́лиця Квітнева — вулиця в місті Іллінці Вінницької області.

## Розташування
Бере початок від вулиці вулиці Устима Кармелюка.
навпроти ТОВ Люстдорф, Простягається на південь в глиб мікрорайону, де перетинається із вулицею Вулиця Польовою. і від даної вулиці простягається далі в район новобудов «Поле Чудес».

## Назва вулиці
Свою сучасну назву — Квітнева — вулиця отримала 26 квітня 2024 року.
В період з (29.09.1961 - 26.04.2024)  називалась а честь льотчика, комбрига уродженця Нижньогородської області, Росії Валерія Чкалова. Ім'я котрого використовувала радянська пропаганда.

## Історія
Виникла у другій половмні 1950-тих років.

## Сучасність
19 жовтня 2016 року, було відновлене вуличне освітлення.
у листопаді 2017 року  змонтовано нові опори освітлення на частині вулиці, в районі новобудов (Поле Чудес).
5 вересня 2020 року здійснено асфальтування проїжджої частини вулиці в районі ранішої забудови (Масив Аеродром). Відрізок між вул. Кармелюка  та Польовою .

## Цікаві факти
На місці сучасної вулиці за радянських часів був військовий аеродром, який використовувався під час другої світової війни. Вулиця Чкалова була прокладена і забудована однією із перших.
В зв'язку з тим що на її місці знаходився аеродром ймовірно і було названо іменем радянського льотчика Валерія Чкалова.